# Keratoisis gracilis
Keratoisis gracilis is een zachte koraalsoort uit de familie Isididae. De koraalsoort komt uit het geslacht Keratoisis. Keratoisis gracilis werd in 1906 voor het eerst wetenschappelijk beschreven door Thomson & Henderson. 